# Cantonul Saint-Symphorien
Cantonul Saint-Symphorien este un canton din arondismentul Langon, departamentul Gironde, regiunea Aquitania, Franța.

## Comune
- Balizac
- Hostens
- Louchats
- Origne
- Saint-Léger-de-Balson
- Saint-Symphorien (reședință)
- Le Tuzan